# Col de Cère
Pour les articles homonymes, voir Cère.
Pour l’article ayant un titre homophone, voir Col de Serre.
Le col de Cère est un col routier français situé à 1 294 mètres d'altitude dans les monts du Cantal, dans le département du même nom, en Auvergne-Rhône-Alpes. Il se trouve à l'ouest de la station de Super Lioran.
Il ne s'agit pas d'un col au sens géographique qui, par définition, est le point le plus bas entre deux sommets de la même crête. En effet, il constitue le point le plus haut, sur le flanc du puy de Massebœuf, de la D67 menant à la station du Lioran et évitant les tunnels du Lioran.
Il a été franchi pour la première fois par le Tour de France le 10 juillet 2011 lors de la 9e étape du Tour 2011. Il est alors classé en 3e catégorie et est franchi en tête par le Néerlandais Johnny Hoogerland.